# الیکایی دشتی راه‌راه
الیکایی دشتی راه‌راه (نام علمی: Calamanthus fuliginosus) نام یک گونه از سرده الیکایی‌های دشتی است.